# Yūhei Sasaki
Yūhei Sasaki (jap. 佐々木 悠兵, Sasaki Yūhei; * 13. Januar 1988 in Yonezawa, Präfektur Yamagata) ist ein ehemaliger japanischer Skispringer.

## Werdegang
Sasaki gab sein internationales Debüt 2004 bei FIS-Rennen auf der Miyanomori-Schanze in Sapporo und auf der Zaō-Schanze in Yamagata. Bei den Nordischen Junioren-Skiweltmeisterschaften 2006 in Kranj gewann er mit der Mannschaft die Bronzemedaille. Im Einzelspringen erreichte er Platz 10. Nach der Junioren-WM gehörte Sasaki zum Kader im FIS Cup, startete aber bis 2010 nur bei Springen in seiner Heimat Japan. Am 25. September 2009 erhielt er nach mehreren Top-10-Platzierungen im FIS Cup und bei FIS-Rennen die Chance im Skisprung-Continental-Cup zu starten. In seinem zweiten Springen in Almaty gewann er am 26. September 2010 mit Platz 19 seine ersten Continental-Cup-Punkte. Auch in Sapporo im Januar 2011 gelang ihm dies.
Bei den Asienspielen 2011 in Almaty, deren Sprungwettbewerbe auf den neuerbauten Schanzen des Gorney-Gigant-Komplexes ausgetragen wurden, gewann Sasaki im Team mit Kazuyoshi Funaki, Yūta Watase und Kazuya Yoshioka die Goldmedaille.
Im August 2012 startete Sasaki bei einem FIS-Cup-Springen in Kuopio und damit erstmals außerhalb Asiens. Im kurz darauf stattfindenden Continental-Cup-Springen auf gleicher Schanze gelang ihm erneut der Gewinn von Continental-Cup-Punkten.
Seit den eher mittelmäßigen Ergebnissen in Sapporo im Januar 2013 ist er kein weiteres Springen mehr im Continental Cup gesprungen. Im März 2013 und 2014 startete er noch bei vier FIS-Springen in Sapporo, bevor er seine aktive Karriere beendete.

## Statistik

### Continental-Cup-Platzierungen
| Saison  | Platz | Punkte |
| ------- | ----- | ------ |
| 2010/11 | 102.  | 19     |

### FIS-Cup-Platzierungen
| Saison  | Platz | Punkte |
| ------- | ----- | ------ |
| 2005/06 | 052.  | 096    |
| 2006/07 | 086.  | 032    |
| 2007/08 | 115.  | 052    |
| 2009/10 | 059.  | 081    |
| 2010/11 | 052.  | 102    |